# Kichijōji
Kichijōji (jap. 吉祥寺駅 Kichijōji-eki) – stacja kolejowa w Musashino, Tokio. Została otwarta 1 kwietnia 1934.